# Tadhg Cael Uisce Ó Briain
Tadhg Cael Uisce Ó Briain (mort en 1259) est le fils ainé Conchobhar na Siudane Ó Briain et  Tánaiste c'est-à-dire Héritier présomptif du royaume de Thomond.

## Contexte
Il reçoit le surnom de "Cael Uisce" pour avoir participé à la conférence de Cael Uisce comme représentant de son père et y avoir refusé de reconnaître Brian Ua Neill comme Haut Roi. Il meurt en 1259, pré-décédant son père.

## Postérité
Il épouse Fionnuala, fille de Cinnéidigh, le fils de Cinnéidigh, lui-même fils de Muirchertach Ua Briain dont :
- Thoirdelbach mac Taigd Cael Uisce Ó Briain d'abord co régent puis roi du royaume de Thomond
- Domhnaill, tué au château de Quin en 1281

## Source
- (en) Goddard Henry Orpen (Introduction de Seán Duffy), Ireland under the Normands 1169-1333, vol. IV, Dublin, Four Courts Press (réédition), 2005, 633 p. (ISBN 9781846828188), p. 461-486 The Normands in Thomond & Appendix I Clan Turlough and Clan Brian Roe p. 482